# قليعة (السفيرة)
قليعة قرية سوريّة تتبع إداريّاً لمحافظة حلب منطقة السفيرة ناحية خناصر، بلغ تعداد سكانها 2,616 نسمة حسب التعداد السكاني لعام 2004.